# Mia madre l'oca
Mia madre l'oca: Perché uccidere la madre? La storia di un matricidio gratuito, maturato inesorabilmente nel retroterra della Torino del dopo '68 è un romanzo di Giulio Barattieri, scritto tra gli anni Settanta ed Ottanta e pubblicato nel 1982 per Rizzoli. Dietro Giulio Barattieri, che è da considerarsi uno pseudonimo, si celerebbe una nota firma del giornalismo italiano. Secondo Roberto Cotroneo, l'autore del romanzo è il musicologo Paolo Isotta.

## Trama
Il romanzo è ambientato nella Torino del dopo 1968. Protagonista è un giovane di nome Franco Piovano, indicato solitamente come "Il Piovano", figlio di un metalmeccanico e di una casalinga torinesi.
Attraverso la vicenda di Franco, l'autore traccia uno spaccato della Torino delle manifestazioni studentesche e operaie, con intenti spesso denigratori e beffardi, e mette in luce la vacuità degli intellettuali di sinistra che ne sostengono l'impalcatura.
La narrazione si chiude con l'omicidio della madre da parte del protagonista; un atto gratuito, che il narratore riconduce alla normale banalità del vivere moderno.
Il titolo è la traduzione della suite di Maurice Ravel, Ma Mère l'Oye.

## Edizioni
- Giulio Barattieri, Mia madre l'oca, Rizzoli, Milano, 1982.